# رودوسين
الرودوسين، يعرف رسمياً باسم bis(η5-cyclopentadienyl)rhodium(II)، هو مركب كيميائي صيغته الكيميائية [Rh(C5H5)2]. يحتوي كل جزيء على ذرة روديوم تربط بين نظامين مستويين عطريين من خمس ذرات كربون تعرف باسم حلقات معقد حلقي البنتاديينيل ذات ترتيب مركب شطيري. وهو مركب عضوي فلزي كونه يتضمن روابط روديوم-كربون تلامسية تساهمية. يوجد الجذر الكيميائي لـ[Rh(C5H5)2] فوق درجة حرارة 150 °C أو عند حصرة بالتبريد إلى درجات حرارة النيتروجين السائل (أي -196 درجة مئوية). أما عند درجة حرارة الغرفة، تندمج أزواج من هذه الجذور الكيميائية من خلال حلقات السايكلوبينتادينيل لتشكيل وحدات ثنائية، وهو مادة صلبة صفراء اللون.
يتضمن تاريخ الكيمياء العضوية الفلزية اكتشاف ملح زايس في القرن التاسع عشر ورباعي كربونيل النيكل. شكّلت هذه المركبات تحدياً للكيميائيين إذ لم تتوافق مع النماذج الحالية للروابط الكيميائية. كما نشأ تحدٍ آخر بعد اكتشاف مركب فروسين. يعرف تماثل الحديد في الرودوسين والفئة الأولى في المركبات الآن باسم ميتالوسينات. وجد أن الفروسين مستقر كيميائياً بشكلٍ غير عادي، كما هو الحال في التركيبات الكيميائية التماثلية بما فيها الرودوسينيوم، وكاتيون الرودوسين الأحادي الموجب ونظرائه من مركبات الكوبالت والإيريديوم. قادت دراسة الأنواع المعدنية العضوية، بما فيها هذه المركبات، إلى تطوير نماذج جديدة للروابط أوضحت تكوينها واستقرارها. حصل كل من جوفري ولكنسون وإرنست فيشر على جائزة نوبل في الكيمياء عام 1973 لعملهما على المركبات شطيرية التركيب، بما في ذلك نظام رودوسينيوم-رودوسين.